# Quem Me Viu, Quem Me Vê
"Quem Me Viu, Quem Me Vê" é uma canção da dupla sertaneja brasileira Edson & Hudson, lançada no dia 30 de agosto de 2019. A canção foi o primeiro single do álbum Amor + Boteco, e atingiu a 3ª posição da Crowley Charts, sendo a primeira música a alcançar o Top 10 das mais tocadas do país desde o retorno da dupla.

## Composição
A canção tem um tom mais bem humorado de uma forma explícita. "Tornamos uma situação real em algo engraçado, divertido, trazendo à tona nossa veia bem humorada em mais uma faixa do DVD", explica Hudson, que assina a composição ao lado de Cristian Luz e Alex Torricelli e a direção musical de Amor + Boteco com Ricardo Gama. Visivelmente felizes, Edson e Hudson pareciam se divertir. E estavam, claro! No refrão, braços do público para cima para transformar a faixa em uma grande festa.

## Lista de faixas
| Download digital no Apple Music |                           |         |  |
| N.º                             | Título                    | Duração |  |
| 1.                              | "Quem Me Viu, Quem Me Vê" | 2:45    |  |

## Desempenho nas tabelas musicais
| Tabela musical (2019)   | Melhor posição |
| ----------------------- | -------------- |
| Brasil - Crowley Charts | 3              |